# جيمس ماغيري
جيمس ماغيري (بالإنجليزية: James Maguire)‏ هو لاعب اتحاد الرغبي نيوزلندي، ولد في 6 فبراير 1886 في أوكلاند في نيوزيلندا، وتوفي في 1 ديسمبر 1966 في لور هوت في نيوزيلندا.